# Carolyn Porco

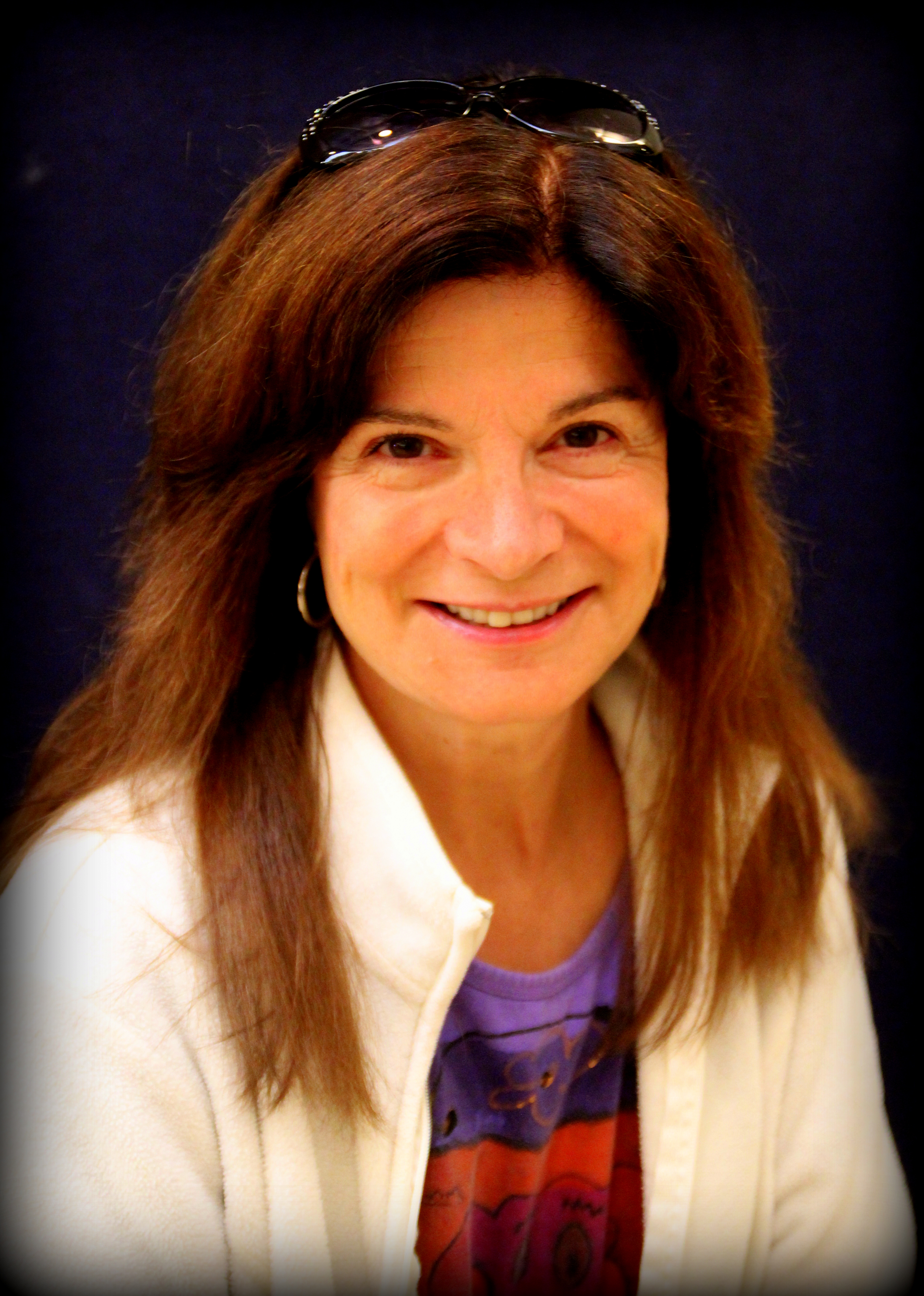
Carolyn Porco in 2016.

Carolyn C. Porco (New York, 6 maart 1953) is een Amerikaanse planetologe, die vooral voor haar onderzoek van het buitenste gedeelte van het zonnestelsel bekend is. Zij leidt het Imaging Science Team van de Cassini-Huygens-missie. Bovendien is ze een expert op het vlak van de ringen en van de Saturnusmaan Enceladus.
Op 2 oktober 2022 ontving zij voor haar werk de Sikkens Prize in Museum Voorlinden te Wassenaar. Bij dezelfde gelegenheid werd ook landschapsarchitect Piet Oudolf met deze prijs onderscheiden. Volgens het juryrapport vormen Oudolf en Porco een mooie combinatie: van het schitterende palet van hemellichamen naar de gedempte kleuren van tuinen. Citaat: “Bij de uitreiking staan we geworteld in de aarde, in een paradijselijke tuin, en richten onze blik omhoog naar de overrompelende schoonheid van het heelal.”

## Opleiding
Porco sloot in 1970 de in Bronx gelegen Cardinal Spellman High School af. In 1974 haalde ze haar Bachelor of Science aan de Stony Brookuniversiteit. Haar Ph.D. behaalde ze 1983 aan California Institute of Technology in de afdeling voor geologie en planetenonderzoek. In haar proefschrift hield ze zich bezig, hierin begeleid door astrofysicus Peter Goldreich, met de ontdekkingen van de Voyagersonden met betrekking tot de Ringen van Saturnus.

## Trivia

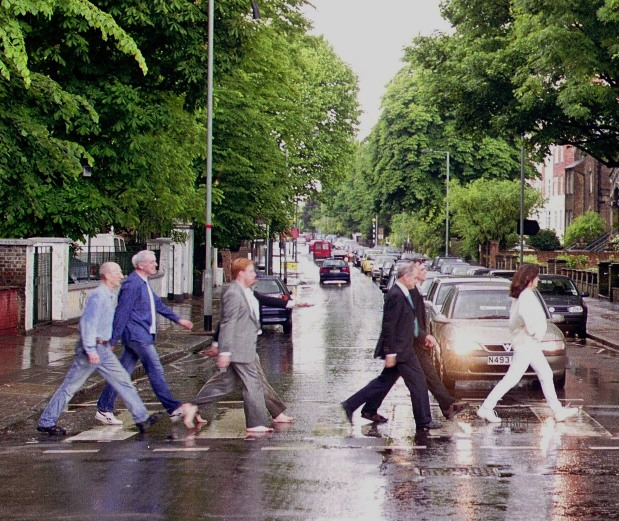
Porco (rechts) en het Cassini Team in Abbey Road.

- De planetoïde (7231) Porco is naar haar vernoemd.
- De hoofdpersoon Ellie Arroway in het boek Contact (vertolkt door Jodie Foster in de film Contact (1997)) is op Carolyn Porco gebaseerd.[bron?]
- Porco's uitspraken komen vaak terug in het online muziekproject Symphony of Science van John D. Boswell (melodysheep).
- Met de andere leden van het Cassini Imaging Team speelde Carolyn Porco de beroemde Beatles-foto voor de platenhoes van het album Abbey Road (1969) na.